# Natalja Filimonowna Bestemjanowa

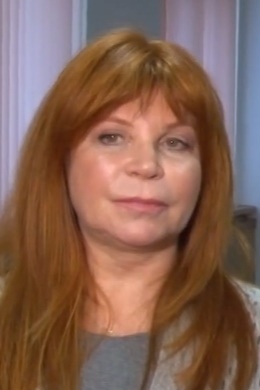
Natalja Filimonowna Bestemjanowa (2019)

Natalja Filimonowna Bestemjanowa (russisch Наталья Филимоновна Бестемьянова, * 6. Januar 1960 in Moskau, Sowjetunion) ist eine ehemalige russische Eiskunstläuferin, die im Eistanz für die Sowjetunion startete.
Ihr Eistanzpartner war ab 1977 bis zu ihrem Karriereende Andrei Bukin. Das Eistanzpaar wurde in Moskau von Tatjana Tarassowa trainiert.
1979 hatten Bestemjanowa und Bukin ihr Debüt bei Weltmeisterschaften und 1980 bei Europameisterschaften und Olympischen Spielen. Bereits 1981 errangen sie mit Bronze bei der Weltmeisterschaft ihre erste Medaille. In der ersten Hälfte der 1980er Jahre waren Bestemjanowa und Bukin die stärksten Konkurrenten der Briten Jayne Torvill und Christopher Dean. Sie konnten sie allerdings nie besiegen. 1982, 1983 und 1984 wurden sie Vize-Weltmeister und 1982 und 1984 Vize-Europameister hinter den Briten. Ihren einzigen Titel in diesem Zeitraum gewannen sie bei der Europameisterschaft 1983 in Dortmund, allerdings in Abwesenheit von Torvill und Dean. Auch bei den Olympischen Spielen 1984 in Sarajevo mussten sich Bestemjanowa und Bukin mit der Silbermedaille begnügen. Nach dem Rücktritt von Torvill und Dean wurden Bestemjanowa und Bukin bis Ende der achtziger Jahre das weltbeste Eistanzpaar. Von 1985 bis 1988 gewannen sie alle internationalen Meisterschaften, an denen sie teilnahmen. Sie gewannen die Europameisterschaften 1985, 1986, 1987 und 1988 und die Weltmeisterschaften 1985, 1986, 1987 und 1988. 1988 in Calgary wurden sie Olympiasieger.
Mit vier WM-Titeln und fünf EM-Titel werden sie nur noch von ihren Landsleuten Ljudmila Pachomowa und Alexander Gorschkow übertroffen, die es auf insgesamt sechs WM- und EM-Titel brachten.
Bestemjanowa ist mit dem ehemaligen sowjetischen Eiskunstläufer und Choreografen Igor Bobrin verheiratet. Seit 1986 tritt Bestemjanowa gemeinsam mit Bukin in Bobrins Eistheater (Bobrin Ice Theatre Moscow – Moscow Stars on Ice) auf.
In den Jahren 2006 bis 2008 moderierte sie die russische Version der britischen Fernsehshow Dancing on Ice in Russland. 2007 nahm sie als Jurymitglied an der britischen Fernsehshow Dancing on Ice (ITV) teil.
In den Jahren 2011 bis 2012 nahm sie als Jurymitglied an der TV-Show „Cup of Professionals“ des Perwy kanal in Russland teil.

## Ergebnisse

### Eistanz
(mit Andrei Bukin)
| Wettbewerb / Jahr           | 1978 | 1979 | 1980 | 1981 | 1982 | 1983 | 1984 | 1985 | 1986 | 1987 | 1988 |
| --------------------------- | ---- | ---- | ---- | ---- | ---- | ---- | ---- | ---- | ---- | ---- | ---- |
| Olympische Winterspiele     |      |      | 8.   |      |      |      | 2.   |      |      |      | 1.   |
| Weltmeisterschaften         |      | 10.  |      | 3.   | 2.   | 2.   | 2.   | 1.   | 1.   | 1.   | 1.   |
| Europameisterschaften       |      |      | 6.   | 4.   | 2.   | 1.   | 2.   | 1.   | 1.   | 1.   | 1.   |
| Sowjetische Meisterschaften | 3.   | 4.   | 2.   | 3.   | 1.   | 1.   |      | 2.   |      | 1.   |      |